# جينيفر تورنر
جينيفر تورنر (5 سبتمبر 1969 - ) (بالإنجليزية: Jennifer Turner)‏ هي لاعبة كريكت نيوزلندية. شاركت مع منتخب نيوزيلندا الوطني للكريكت.

## وصلات خارجية
- جينيفر تورنر على موقع إي آس بي آن كريك إنفو (الإنجليزية)